# I×U
「I×U」（アイ・ミス・ユー）は、Silent Sirenの4枚目のシングル。2013年10月30日にドリーミュージックから発売された。

## 解説
- Silent Sirenとしては初のウィンターソングである。
- ジャケット写真は初回限定盤として前作に続き、メンバー1人1人がメインとなった個人盤が4種、通常盤として1種の合計5形態で発売された。
- PVには、俳優の千葉雄大が出演している[1]。
- オリコンシングル週間ランキングで初登場9位を獲得し、前作を上回る売り上げを記録した。

## 収録曲
1. I×U
作詞：すぅ、作曲：クボナオキ、編曲：samfree&クボナオキ
2. LOVE FIGHTER!
作詞：ひなんちゅ、作曲：クボナオキ、編曲：samfree&クボナオキ
3. まだ見ぬ明日を
作詞：すぅ、作曲：クボナオキ、編曲：samfree&クボナオキ

タイアップ
- 日本テレビ「ミュージックドラゴン」POWER PLAY
- 日本テレビ「フットンダ」10月エンディングテーマ